# Hexaprotodon
Hexaprotodon (del griego clásico ἑξα- [hexa-], 'seis', πρῶτος [prôtos], 'primero', y ὀδούς [odoús], 'diente') es un género extinto de hipopótamos asiáticos. El nombre del género se debe a que algunas de las especies poseían tres pares de grandes incisivos.

## Especies

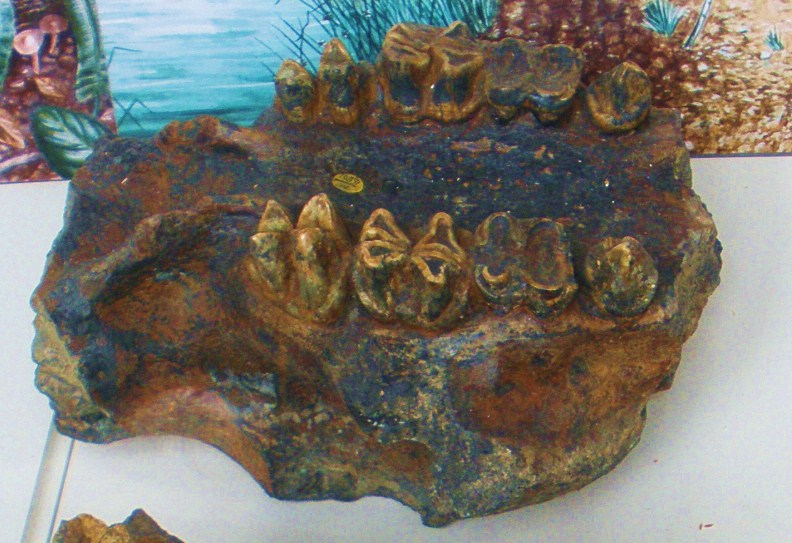
Vista del cráneo de H. imagunculus.

- Hexaprotodon bruneti Boisserie & White, 2004
- Hexaprotodon crusafonti Aguire, 1963
- Hexaprotodon hipponensis (Gaudry, 1867)
- Hexaprotodon imagunculus (Hopwood, 1926)
- Hexaprotodon iravticus Falconer & Cautley, 1847
- Hexaprotodon karumensis Coryndon, 1977
- Hexaprotodon mingoz Boisserie et al., 2003
- Hexaprotodon namadicus Falconer e Cautley, 1847 - posible sinónimo de H. palaeindicus
- Hexaprotodon palaeindicus Falconer & Cautley, 1847
- Hexaprotodon pantanellii (Joleaud, 1920)
- Hexaprotodon primaevus Crusafont et al., 1964
- Hexaprotodon protamphibius (Arambourg, 1944)
- Hexaprotodon siculus (Hooijer, 1946)
- Hexaprotodon sivalensis Falconer & Cautley, 1836